# 羽根車式流量計
羽根車式流量計（はねぐるましきりゅうりょうけい）は流量計の1種。水道メータなどによく用いられる。タービン型流量計と比べると精度は落ちる。長所は小型であり、口径が小さくても多くの水を流すことが可能、取付が容易なこと。短所は測定できるのは液体のみ、軸受の摩耗、粘性の高い物質の流量を測定するには不適切。

## その他
羽根車を使った測定器に風車式風速計があり、風速を測定する計測器として高速道路などで見られる。